# 王伦 (1956年)
王伦（1956年11月23日—），男，安徽合肥人，享受国务院特殊津贴专家，中国化学会理事，曾任安徽师范大学校长。

## 生平
1982年毕业于安徽师范大学化学系并留校工作。1989年于华东师范大学获硕士学位。曾任安徽师范大学科技处处长、教务处处长等职，2004年任安徽师范大学副校长，2009年任安徽师范大学党委副书记、校长。2017年8月，不再担任安徽师范大学党委副书记、校长职务。

## 学术贡献
主要从事发光（荧光、化学发光、电致化学发光）分析领域的研究工作，发表学术论文200余篇。主编国家“十五”规划教材《化学实验》（上、下）。获安徽省高等教育教学成果奖一等奖、安徽省自然科学奖二等奖等奖励多项，是安徽师范大学分析化学国家级教学团队负责人。1998年获安徽省模范教师称号，1999年获曾宪梓教育基金会“高等师范院校优秀教师奖三等奖”。